# Малий Бор (Шишковське сільське поселення)
Малий Бор (рос. Малый Бор) — присілок в Бежецькому районі Тверської області Російської Федерації.
Населення становить 17 осіб. Входить до складу муніципального утворення Шишковське сільське поселення.

## Історія
Від 2005 року входить до складу муніципального утворення Шишковське сільське поселення.

## Населення
| 2008 | 2010 |
| ---- | ---- |
| 18   | ↘17  |